# Tegalrejo (Banyu Urip)
Tegalrejo is een bestuurslaag in het regentschap Purworejo van de provincie Midden-Java, Indonesië. Tegalrejo telt 1117 inwoners (volkstelling 2010).